# ستيفن تويد
ستيفن تويد (بالإنجليزية: Steven Tweed)‏ (مواليد 8 أغسطس 1972) هو لاعب كرة القدم سابق كان يلعب كمدافع.

## وصلات خارجية
- ستيفن تويد على موقع رابطة كرة القدم اليابانية للمحترفين (اليابانية)
- ستيفن تويد على موقع قاعدة بيانات كرة القدم.إي يو (الإنجليزية)
- ستيفن تويد على موقع Soccerbase.com (لاعب) (الإنجليزية)
- ستيفن تويد على موقع Soccerway.com (الإنجليزية)
- ستيفن تويد على موقع عالم كرة القدم.نت (الإنجليزية)